# Othon VI d'Andechs
Othon d'Andechs (né avant 1132, mort le 2 mai 1196 à Bamberg) est évêque de Bamberg de 1177 à sa mort.

## Biographie
Othon appartient à la maison d'Andechs, il est le fils de Berthold II et de Sophie d'Istrie (de).
Prévôt, il est élu en 1165 évêque de Bressanone pour des raisons inconnues. Il démissionne en 1170. En août 1177, il est élu évêque de Bamberg pour succéder à Hermann II. Il est le premier évêque de la maison d'Andechs. Il conserve les bonnes relations de la maison pendant son épiscopat et, après la conciliation entre le pape Alexandre III et l'empereur Frédéric Barberousse, reçoit du pape la consécration et le pallium. En 1185, la cathédrale de Bamberg connaît le deuxième incendie de son histoire alors qu'Othon avait prévu sa reconstruction.
L'évêque Othon et Wolfram, l'abbé de Michelsberg (de), font des efforts pour la canonisation d'Othon de Bamberg. Elle est annoncée le 11 novembre 1189 par le représentant du pape venu à Wurtzbourg après l'invention de reliques en septembre.
En 1190, l'évêque fait don de Spital am Pyhrn. Le 15 avril 1191, il est présent au couronnement de Henri VI à Rome. En 1192, il fonde le chantre de la cathédrale. Il fait développer les paroisses de Marienweiher (de) et de Teuschnitz et la culture de la forêt de Franconie.

## Source, notes et références
- (de) Cet article est partiellement ou en totalité issu de l’article de Wikipédia en allemand intitulé « Otto VI. von Andechs » (voir la liste des auteurs).
- (de) Ludwig Holzfurtner, « Otto II », dans Neue Deutsche Biographie (NDB), vol. 19, Berlin, Duncker & Humblot, 1999, p. 670–671 (original numérisé).
- (de) Ansgar Frenken, « OTTO (II.) VON ANDECHS », dans Biographisch-Bibliographisches Kirchenlexikon (BBKL), vol. 29, Nordhausen, 2008 (ISBN 978-3-88309-452-6, lire en ligne), colonnes 1023-1027 (Article sur Internet Archive)